# Reichlin-von-Meldegg-Haus

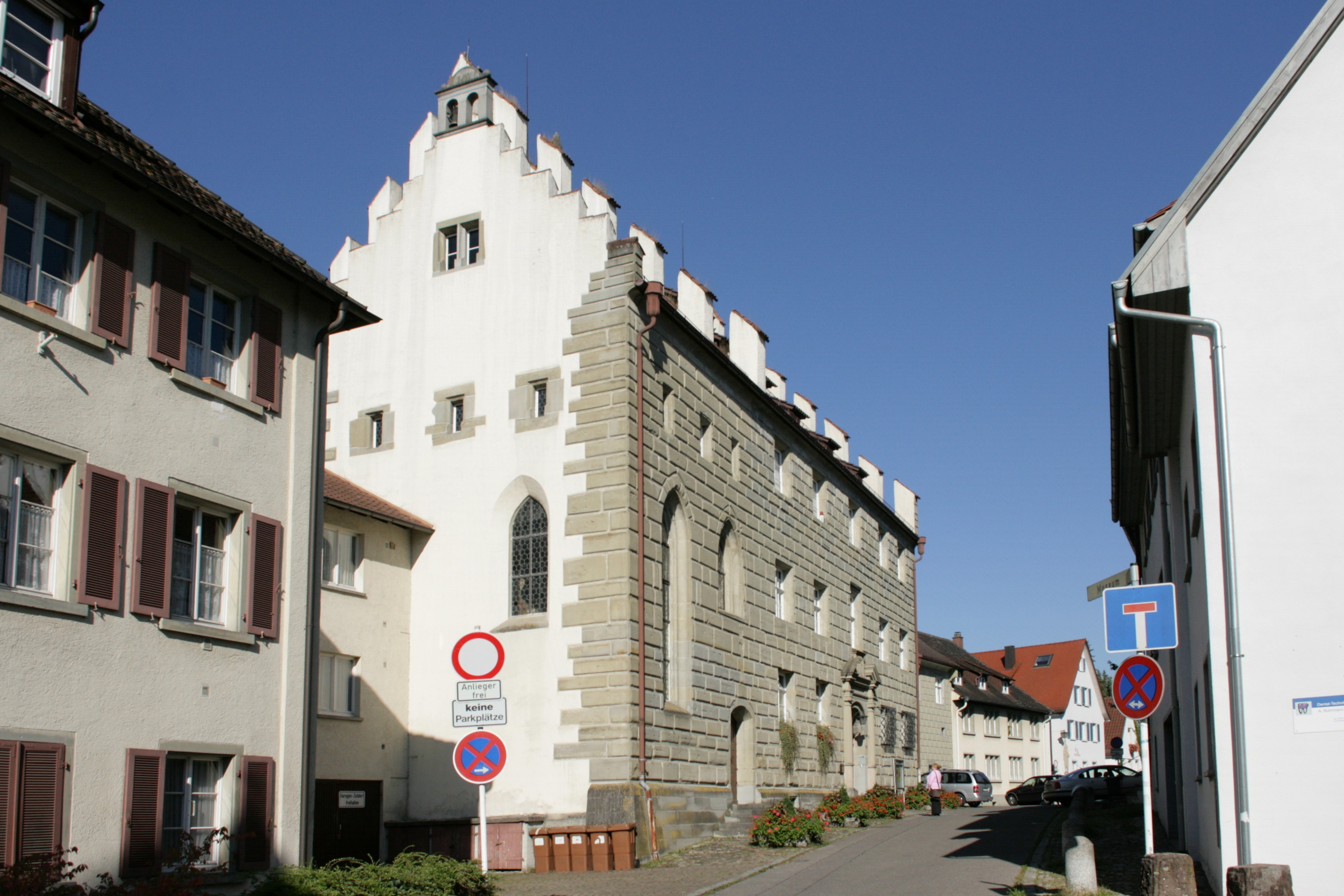
Das Reichlin-von-Meldegg-Haus in Überlingen (im Vordergrund die Luzienkapelle)

Das Reichlin-von-Meldegg-Haus in Überlingen ist ein mit Elementen der Spätgotik und florentinischer Frührenaissance ausgestattetes ehemaliges Patrizierhaus oberhalb der Überlinger Altstadt. Es gilt als eines der ältesten Renaissancegebäude Deutschlands und zählt zu den wichtigsten Kulturdenkmalen und Sehenswürdigkeiten der Stadt. Seit 1913 beherbergt das stadtbildprägende Gebäude das städtische Museum, das eines der ältesten und größten kulturhistorischen Museen der Bodenseeregion ist.

## Geschichte

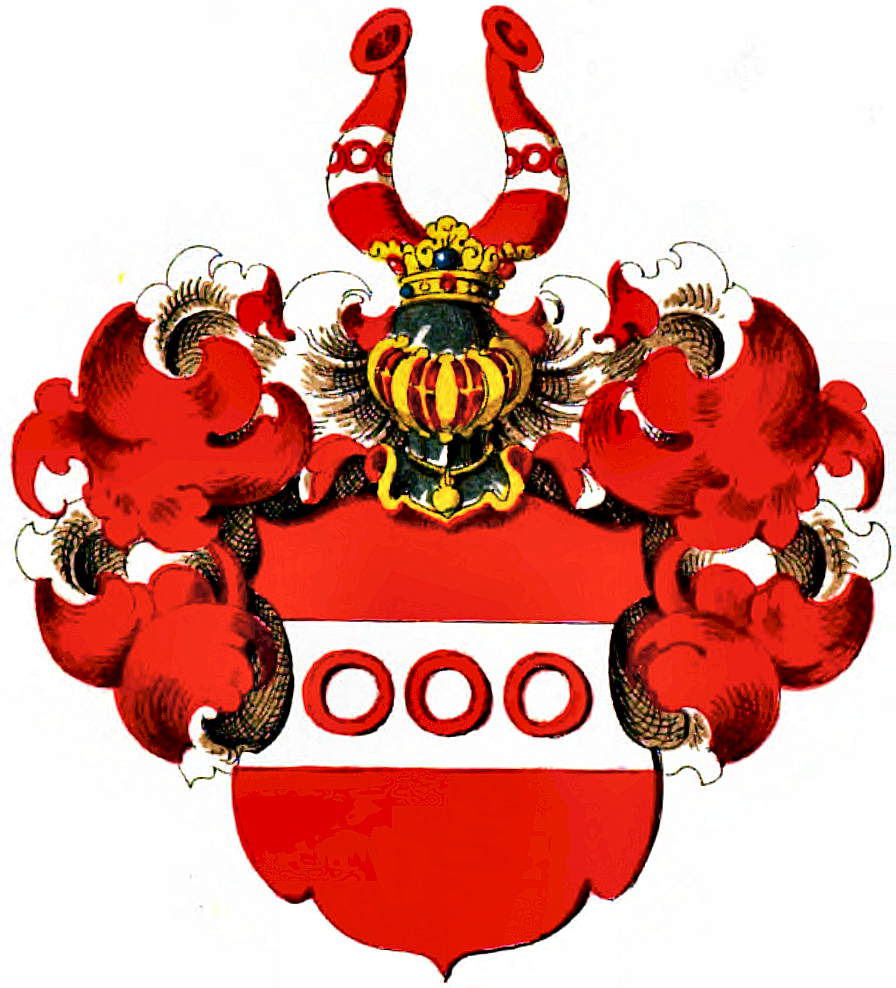
Familienwappen der Reichlin von Meldegg

Nachdem der Arzt und Apotheker Andreas Reichlin von Meldegg im Jahr 1456 das Bürgerrecht in der Reichsstadt Überlingen erhielt und in eine bedeutende Patrizierfamilie einheiratete, erwarb er im Dezember 1459 drei „hofstatt“ (etwa 1100 m²) auf dem „Lütschenberg“ (Luzienberg), dort ließ er sich unter der wahrscheinlichen Einbeziehung eines älteren Gebäudes, in direkter Nachbarschaft zum Pfleghof des Klosters Wald und der Johanniterkommende, einen repräsentativen, dreiteiligen Herrschaftssitz mit hängendem Garten errichten. Die unter der Dachtraufe des Hauptgebäudes angebrachte Jahreszahl 1462 spricht für eine Fertigstellung zumindest des Rohbaus, denn laut dendrochronologischen Untersuchungen wurde das Bauholz für das Dachwerk in den Jahren 1461 bis 1463 geschlagen. Verschiedene Steinmetzzeichen am Haus deuten auf ortsansässige Handwerker hin, die das Gebäude errichteten. Der Erbauer starb im Jahr 1477 und vermachte das imposante Haus seinem Sohn Klemens Reichlin von Meldegg.
Wie einflussreich die Patrizierfamilie Reichlin von Meldegg im letzten Drittel des 15. Jahrhunderts in Überlingen war, zeigt sich neben einigen Gebäuden in der Stadt die das Familienwappen tragen und dem Aufenthalt Kaiser Friedrichs III. im Patrizierhaus (sein Wahlspruch A.E.I.O.U., F 1485 an einer Säule weist darauf hin, außerdem war Andreas Reichlin von Meldegg sein Leibarzt), vor allem an der Fassade des Erweiterungsbaues des Überlinger Rathauses. Er entstand in den Jahren 1485–93 als Klemens Reichlin von Meldegg, Bürgermeister der Reichsstadt war. Die Gestaltung mit Rustikaquaderung des Rathauses orientiert sich deutlich an der des Reichlin-von-Meldegg-Hauses. Noch im 16. Jahrhundert hatten Mitglieder der Familie hohe städtische Ämter inne.
Das Gebäude auf dem Luzienberg blieb bis 1684 in Familienbesitz der Reichlin von Meldegg, ehe es Franz Wolf Reichlin Freiherr von Meldegg aus Verarmung zusammen mit der Herrschaft Billafingen an das Adelsgeschlecht Roth von Schreckenstein zu Immendingen veräußerte, er behielt sich jedoch das Patronatsrecht der Luzienkapelle vor, die bis heute im Besitz der Reichlin von Meldegg ist. Nach acht Jahren Eigentum der Roth von Schreckenstein erwarben der Fürstenbergische Landschreiber und Obervogt zu Trochtelfingen, Andreas von Buol und seine Ehefrau Maria von Echbegg im Jahr 1692 den einstigen Patrizierpalast in Überlingen. In den folgenden Jahren ließen sie es im barocken Stil umbauen. Ab 1711 war es im Besitz der Erben von Buols bis mehrere Besitzerwechsel seit dem Ende des 18. Jahrhunderts folgten. Von 1819 bis 1908 wurde das Gebäude als Brauerei und Gaststätte genutzt und in diesem knappen Jahrhundert ziemlich heruntergewirtschaftet. Mit dem Ziel, ein geeignetes Heim für die städtischen Sammlungen zu schaffen, erwarb die Stadt im November 1908 das nun sehr baufällige Reichlin-von-Meldegg-Haus am Krummen Berg für 85.000 Mark.

### Luzienkapelle
Zur Bauzeit des Hauptgebäudes, erhielt das Reichlin-von-Meldegg-Haus einen östlichen Anbau, in dem die quadratische Hauskapelle untergebracht wurde, deren gotisches Gewölbe von einer einzigen Säule getragen wird. Sie wurde 1468 dem heiligen Luzius von Chur geweiht. Einige Jahre lang besaß die Kapelle wohl ein Flachdach, denn die Fichtenhölzer des Dachwerks wurden erst im Winter 1470/71 geschlagen und daraufhin zu einem zweifach liegenden Dachstuhl verbaut. Die Reichlin von Meldegg stifteten gegen Ende der 1480er Jahre noch eine ewige Messe sowie eine Kaplanei für die Luzienkapelle, deren Pfrundhaus in einem Haus gegenüber dem Patrizierhaus untergebracht wurde (Krummebergstraße 29). Im Jahr 1602 schenkte Johann V., Bischof von Chur, einen Teil der Reliquien des heiligen Luzius der Kapelle. Nach einer Stiftung erhielt sie 1626 einen neuen Hochaltar, der Luzius, der Jungfrau Maria sowie den Aposteln Andreas und Matthäus geweiht ist. Die heute erhaltene barocke Ausstattung erhielt sie im ersten Drittel des 18. Jahrhunderts.

## Architektur

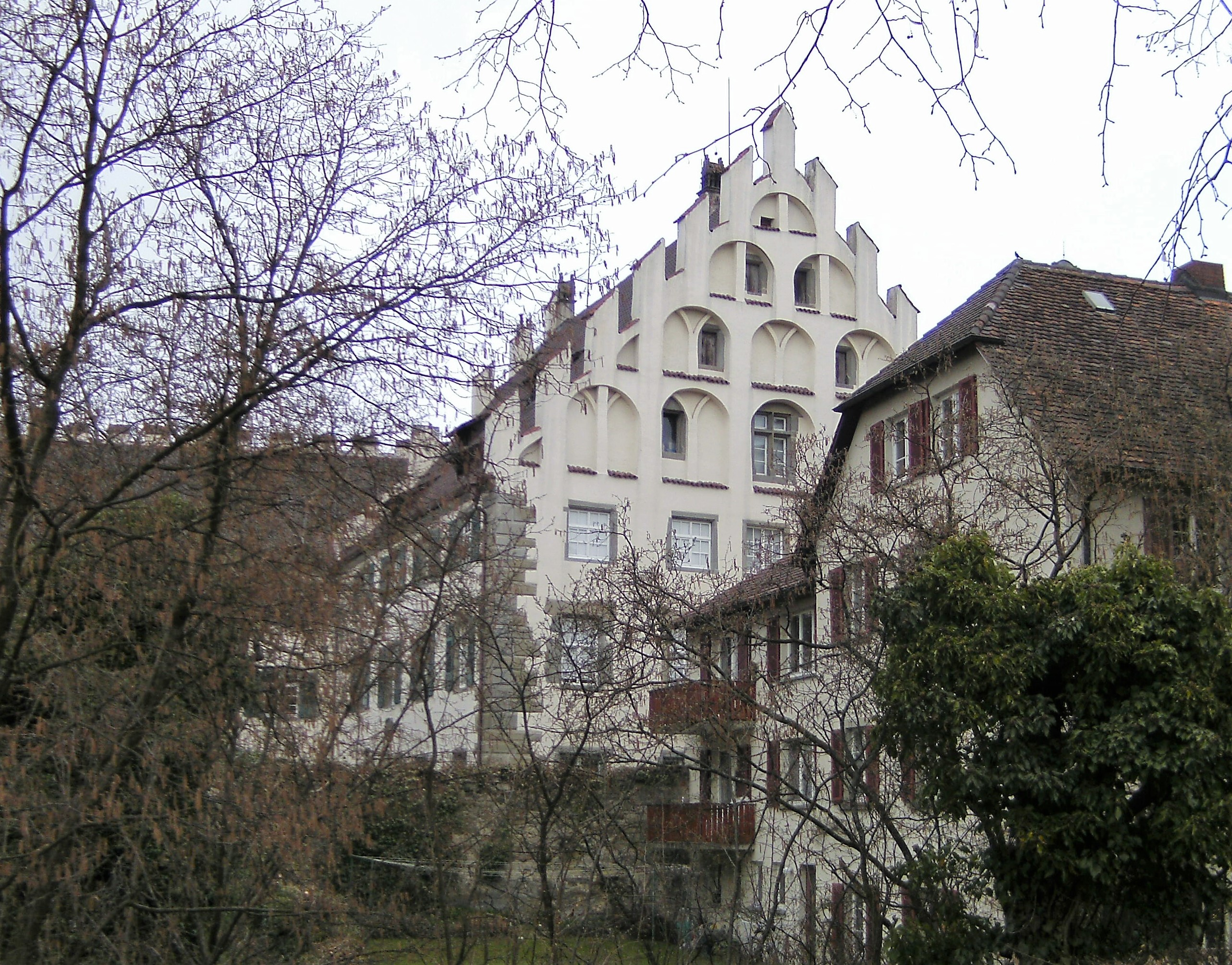
Der auffällige Ostgiebel

Der dreiteilige Gebäudekomplex des Reichlin-von-Meldegg-Hauses steht auf einer markanten Anhöhe oberhalb der Überlinger Altstadt und überragt mit seinen weithin sichtbaren Zinnen- und Staffelgiebeln die gesamte Umgebung.
Das Haupthaus ist ein großer Kastenbau, der sich auf einem leicht trapezförmigen Grundriss über drei Stockwerke erstreckt. Darüber erhebt sich ein großes Satteldach mit Kehlbalkendachstuhl, dessen beide Giebelseiten mit weithin sichtbaren, abgeschrägten Zinnen versehen sind. An der freiliegenden Ostfassade zeigen sich über die Dachgeschosse hinweg, mehrere Rundbogennischen mit doppelten Blendbögen, von denen sechs mit unterschiedlich großen Fenstern geöffnet sind. Sie dienen zusammen mit den Zinnen als eine rein repräsentative Gestaltung.
An den Hauptbau rechtwinklig angefügt, befindet sich ein nach Süden und Westen gerichteter Gebäudeflügel. Der Südteil des Flügels breitet sich unter einem Pultdach entlang des Hofes bis zum Garten aus und wird am Dachfirst der West- und Nordseite durch eine auffällige Zinnengestaltung bekrönt, die ihm ein wehrhaftes Erscheinungsbild geben, wobei der Südgiebel Staffelgiebel zeigt. An der Straßenseite springt der Westflügel etwa zwei Meter aus der Flucht des Haupthauses zurück und besteht dort aus einem etwas langgezogenem, zweigeschossigen Torbau, dessen östliche Toröffnung bis um 1695 als Hauptportal genutzt wurde. Östlich des Haupthauses schließt der zweigeschossige Bau der Luzienkapelle an, deren Fassade nahtlos in die des Haupthauses übergeht. Nur durch die abweichende Fenstergestaltung (zwei unterschiedlich große Spitzbogenfenster sowie drei kleine Rechteckfenster) setzt sich die Straßenfassade der Hauskapelle optisch von der des Hauptbaus ab.

### Rustizierte Fassade

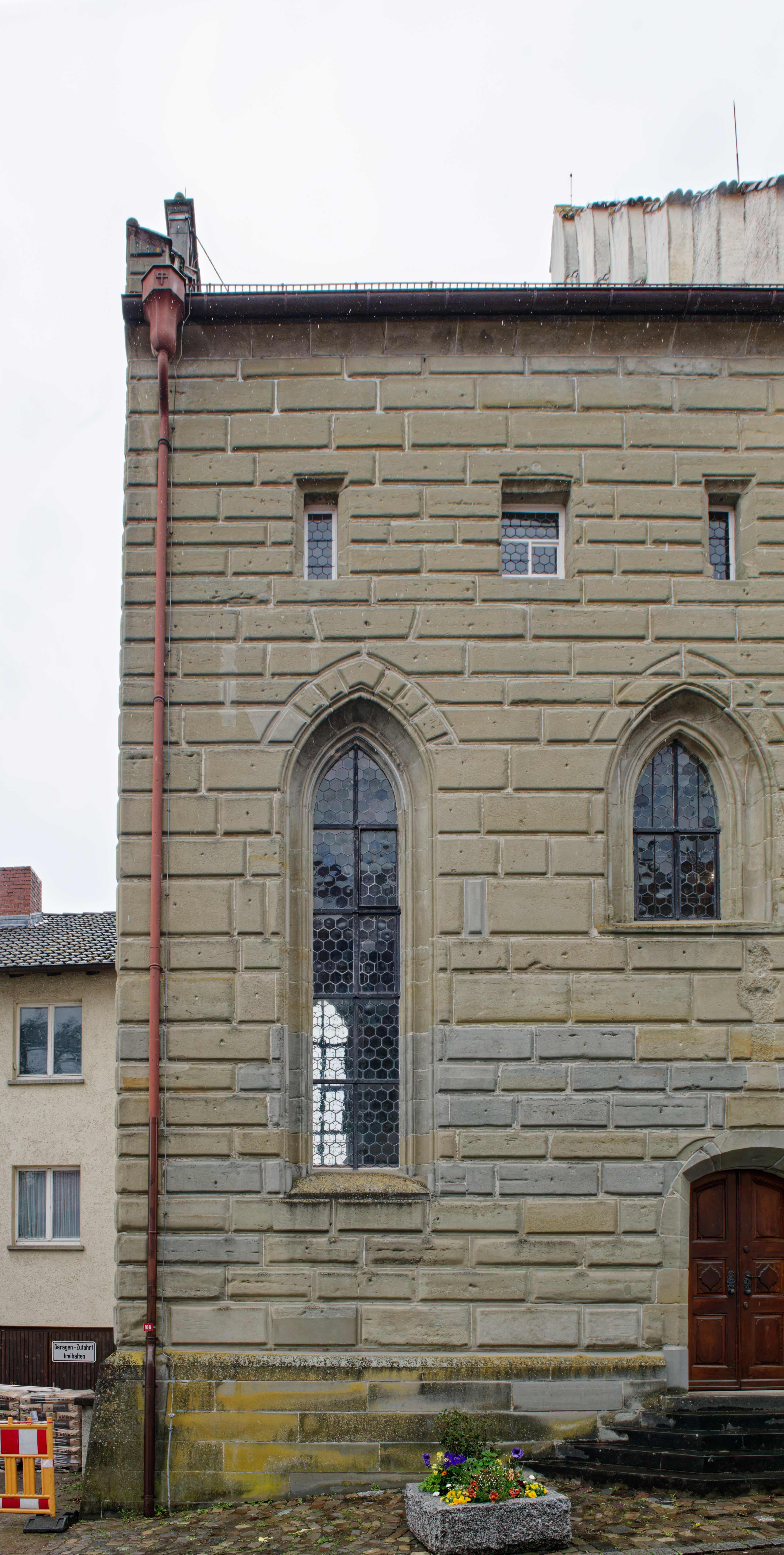
Rustizierte Nordfassade der Luzienkapelle

Die Straßenfassade des Reichlin-von-Meldegg-Hauses ist vollständig in rustiziertem Mauerwerk ausgeführt, die aus einzeln behauenen Quadersteinen besteht und als eine Weiterentwicklung des mittelalterlichen Bossenwerks gilt. Durch die Versetzung der Steinquader im Läufer-Binderverbund erfolgt eine Rhythmisierung, die nur durch die Wandöffnungen der Fenster und Türen unterbrochen wird. In der Vergangenheit sind vielfach Ausbesserungsarbeiten notwendig geworden (zuletzt von 1982 bis 1992), da der weiche Naturstein, aus dem lokal verfügbaren Molassesandstein, stark witterungsanfällig ist. Die für die damalige Zeit sehr aufwändige und teure Ausführung des Quadermauerwerks spricht für einen bedeutenden Reichtum der Reichlin von Meldegg.

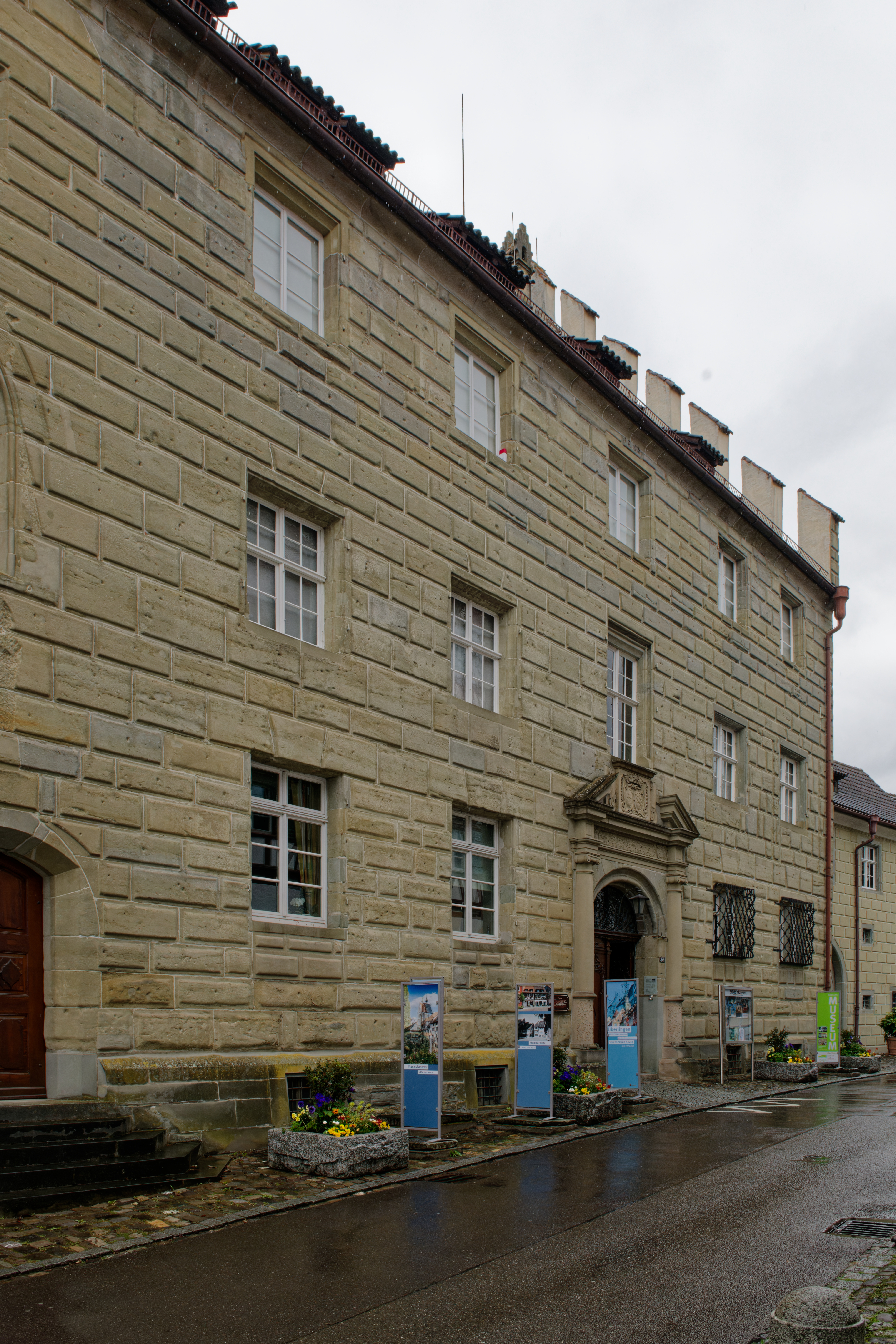
Rustizierte Straßenfassade des Reichlin-von-Meldegg-Haus

Im Gegensatz zur Straßenfassade sind die übrigen Fassaden der Gebäudetrakte verputzt, nur die Südostecken des Haupt- und Kapellenbaus zeigen Eckquaderungen. Diese Eckgestaltung ist im ausgehenden 15. Jahrhundert in Überlingen mehrfach rezipiert worden, so am Franziskanertor (1494), am Wohnhaus Clemens Reichlin von Meldegg (1495) und am Gasthaus Krone (um 1500). Auch die 1493 errichtete spätgotische Ölbergkapelle am Münster St. Nikolaus zeigt am Sockel eine Rustizierung.
Mit seiner zur Erbauungszeit außergewöhnlich gestalteten Hauptfassade, dem Richtung See angelegten, terrassierten Garten sowie der damals ebenfalls ungewöhnlichen freistehenden Bauweise (andere Patrizierhäuser in Überlingen und der Region wurden eher in unscheinbare Straßenzüge gebaut) eines Bürgerhauses gilt das Reichlin-von-Meldegg-Haus in Deutschland als eines der frühesten architektonischen Zeugnisse der florentinischen Frührenaissance-Profanbaukunst im ausgehenden 15. Jahrhundert, noch bevor die bedeutenden Bauten der Fugger in Augsburg oder die Stadtresidenz in Landshut entstanden.

### Vorbilder
Ein direktes Vorbild für die Gestaltung des Reichlin-von-Meldegg-Hauses mit rustiziertem Mauerwerk war wohl das bereits 1424–29 entstandene, jedoch noch mit einer mittelalterlich wirkenden, unregelmäßigeren Rustika ausgestattete Haus der Patriziergesellschaft Zur Katz (Katzgasse 3) in Konstanz. Andreas Reichlin von Meldegg war bis zu seiner Einbürgerung nach Überlingen dort Mitglied.

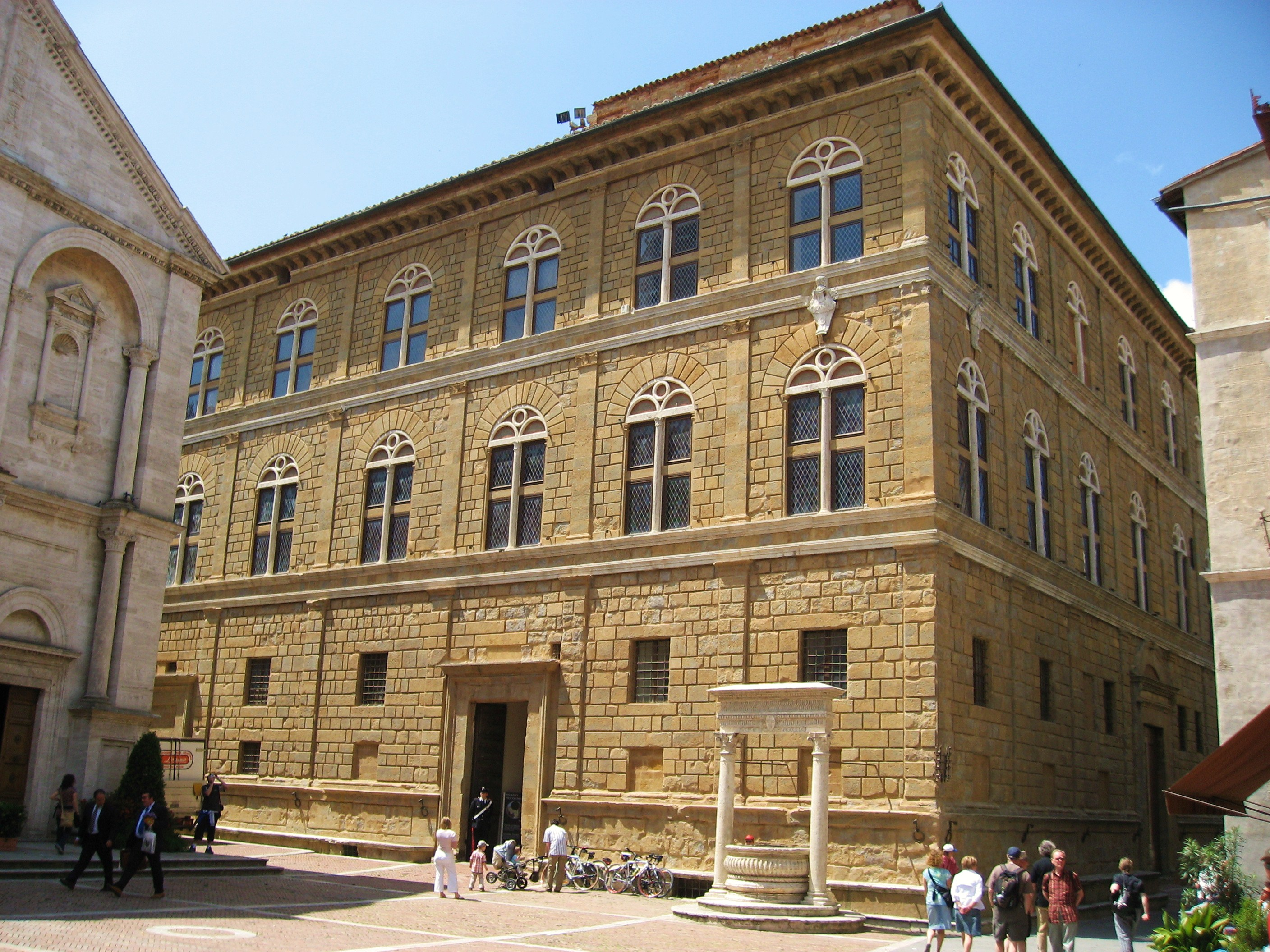
Der Palazzo Piccolomini in Pienza gilt als ein Vorbild des Reichlin-von-Meldegg-Hauses

Ebenfalls wurden Erscheinungsbild und Anlage des Hauses vermutlich beeinflusst vom Palazzo Piccolomini im toskanischen Pienza, der durch Papst Pius II. entstand und seinerseits durch den Palazzo Rucellai in Florenz inspiriert wurde. Andreas Reichlin von Meldegg hielt sich als Student sowie in seiner Funktion als Leibarzt Pius II. mehrere Jahre in Ober- und Mittelitalien auf, wobei er die Architektur der dortigen Palazzi, die humanistische Gesinnung sowie die Ideen und Pläne von Papst Pius II. zur „idealen Stadt“ Pienza kennenlernte.
Zwar haben der Papstpalast Piccolomini und das bürgerliche Reichlin-von-Meldegg-Haus einige Gemeinsamkeiten (rustizierte Fassade, Erbauungszeit um 1460, Ausrichtung der jeweiligen Piano nobile im östlichen Hausbereich mit gleicher Zimmeranzahl, Privatornatorium, Garten und freistehende Lage). Doch die Unterschiede der beiden Gebäude sind ebenfalls deutlich, denn das Reichlin-von-Meldegg-Haus enthält einige für die spätgotische Zeit typische Elemente (darunter die Spitzbogenfenster der Hauskapelle, ein Erker sowie die Zinnen- und Staffelgiebel) und das für die Region klassische Satteldach mit dem für das spätmittelalterliche Überlingen üblichen Kehlbalkendachstuhl. Des Weiteren unterscheiden sich die Stockwerksgliederung, die Grundrisse der Gebäude und das Fehlen von Rundbogenfenstern sowie Pilastern am Überlinger Haus.
Einem Leitsatz des für die Zeit der Frührenaissance bedeutenden Architekten Leon Battista Alberti folgte Reichlin von Meldegg offensichtlich: Der Besitz und das Anwesen eines Fürsten wird auf einer besonders würdigen Stelle erbaut werden. Würde wird die Lage auf einer Anhöhe verleihen, von welcher aus man unter den Augen das Meer, die Hügel und die weite Gegend erblicken kann. Bis auf die Aussicht auf das Meer, wo hier der Bodensee als Ersatz dient, trifft diese Aussage deutlich auch auf das Reichlin-von-Meldegg-Haus zu.

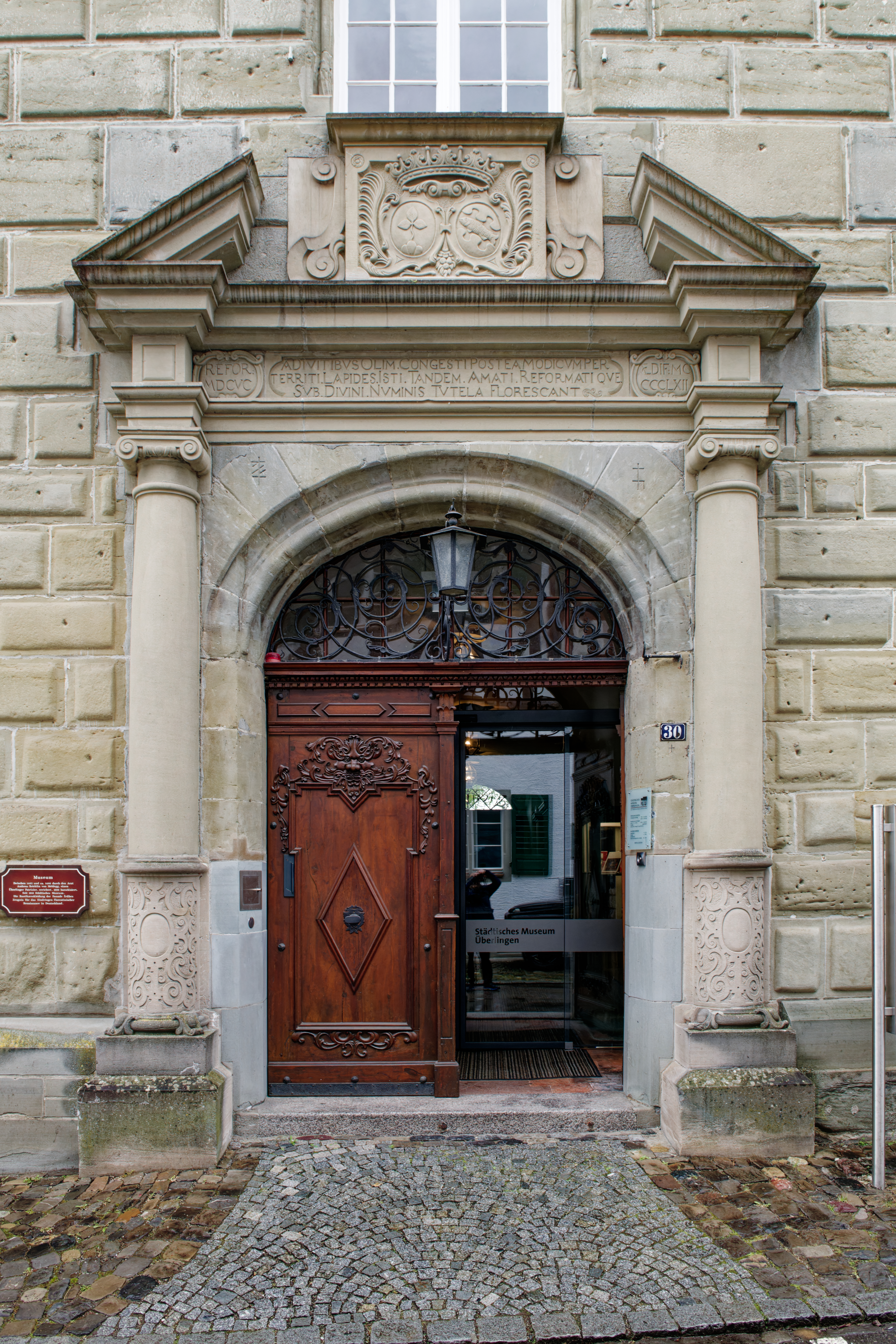
Das barocke Hauptportal

### Barockisierung
Gegen Ende des 17. / Anfang des 18. Jahrhunderts erhielt das Haus unter Leitung des Architekten Christian Thumb eine barocke Ausstattung, wobei unter anderem einige Räume eine Stuckdecke im Stil der Wessobrunner Schule erhielten, der spätgotische Erker an der Straßenfassade entfernt, die große Erdgeschosshalle unterteilt und ein barockes Treppenhaus eingefügt wurden. Der bis dahin als Küche und Dienstbotenquartier genutzte Südflügel mit Fachwerkobergeschossen und offener Halle zum Hof erfuhr ebenfalls einen grundlegenden Umbau. Das Fachwerk und die Halle wurden durch Mauerwerk ersetzt bzw. geschlossen. Danach entstand dort ein prachtvoll ausgestatteter, 8 × 13,8 Meter großer Festsaal (Großer Barocksaal) mit stuckierter Decke. Der heute für verschiedene Veranstaltungen genutzte Saal erstreckt sich hinter insgesamt sechs Fensterachsen mit Empore auf zwei Geschosse. An der südlichen Außenfassade sind heute noch die Fenstereinfassungen zu erkennen, die die ursprüngliche Fenstersituation aus der Zeit vor Einrichtung des Saals zeigen. Als Ersatz für die Gesindewohnungen im alten Südflügel wurde der straßenseitige Torbau in Richtung Westen verlängert und durch eine zweite Toreinfahrt ergänzt. Den bisherigen Haupteingang am Torbau verlegte man derweil an die Fassade des Hauptbaus und fügte ihm einen säulengeschmückten Portalvorbau mit gesprengtem Giebel an. In seinem Mittelteil sind die Familienwappen der damaligen Hausbesitzer, von Buol und Echbegg, angebracht.

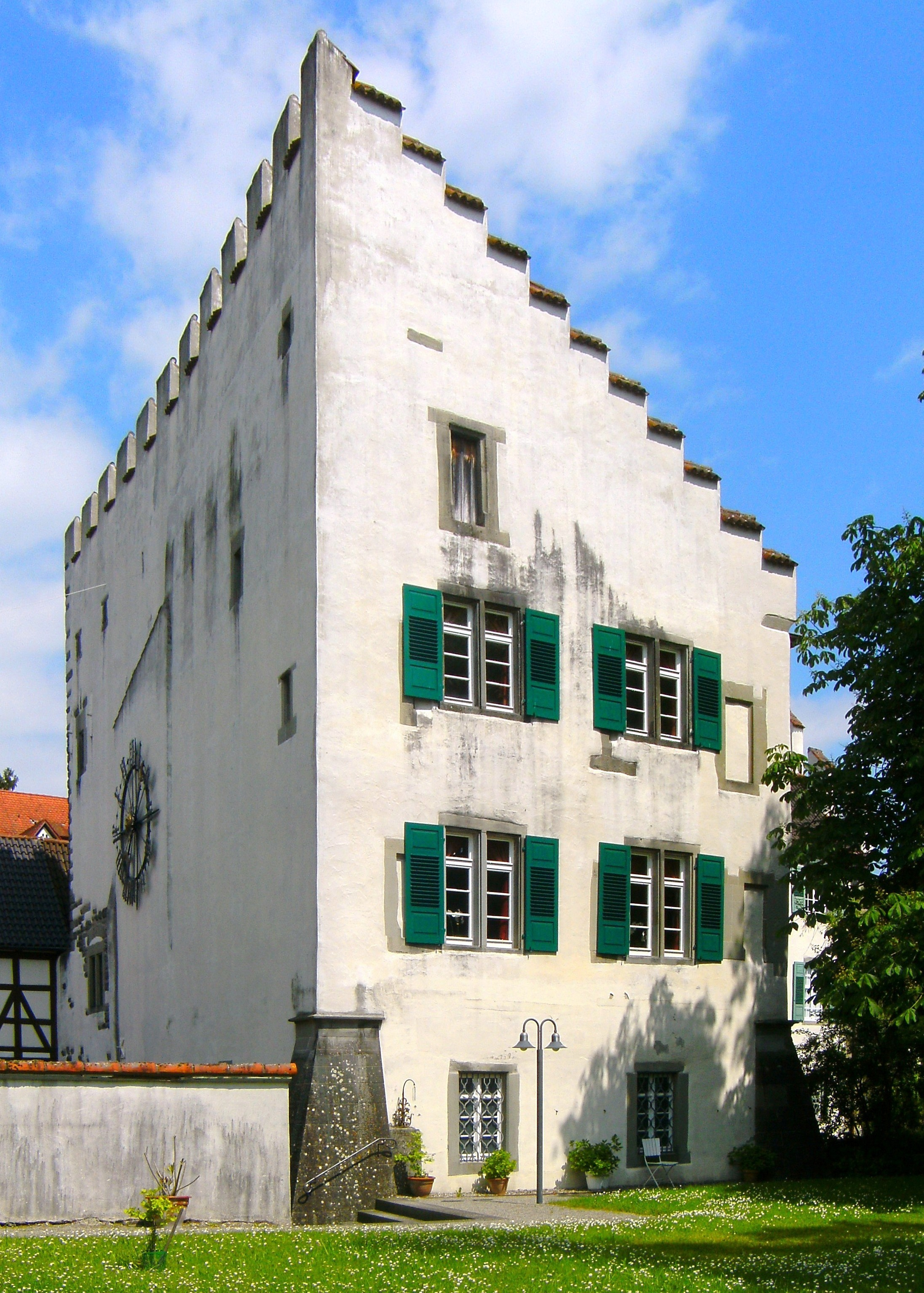
Der Südflügel vom Garten aus gesehen

### Garten
Das Anwesen besitzt auf der Südseite einen großzügigen geometrischen Garten, von dem man einen weiten Blick über die Überlinger Altstadt zum Münster St. Nikolaus und den Bodensee hat. Angelegt als Kraut- und Rebgarten diente er anfangs hauptsächlich der wirtschaftlichen Nutzung. Wie Stadtansichten aus dem 17. Jahrhundert (Belagerungsbild von 1634 und Merian 1644) zeigen, war der Garten auf seiner Südseite durch einen weiteren Gebäudeflügel bebaut sowie von einer Ringmauer umschlossen. Im Zuge der barocken Neuausrichtung des Anwesens ab 1695 erfuhr der Garten ebenfalls eine planvolle Umgestaltung zum barocken Lustgarten, bei der der genannte Flügel weichen musste und der Garten durch zwei kleine Pavillons mit Zwiebeldach geschmückt wurde, von denen heute noch einer erhalten ist.
Seit der Nutzung als Museum ist der Garten der Öffentlichkeit zugänglich und zeigt unter Kastanienbäumen, historische Überlinger Brunnenfiguren und -säulen sowie Skulpturen vom 16. bis 19. Jahrhundert, während der angrenzende Hofraum des Westflügels zahlreichen alten Grabkreuzen sowie mehreren Fragmenten jüdischer Grabsteine aus dem 13. und 14. Jahrhundert, die zu den ältesten in Baden-Württemberg zählen, Platz bietet. Sie waren nach den Judenpogromen von 1332 und 1349 als Baumaterial (Münster, Stadtbefestigung und Häuserbau) verwendet worden. In diesem Hof befindet sich ebenfalls ein gewaltiger, aus Hagnau stammender Torkel von 1697, der den für die ehemalige Reichsstadt wichtigen Weinbau repräsentiert. Der Garten wird außerdem noch für Veranstaltungen genutzt.

## Städtisches Museum

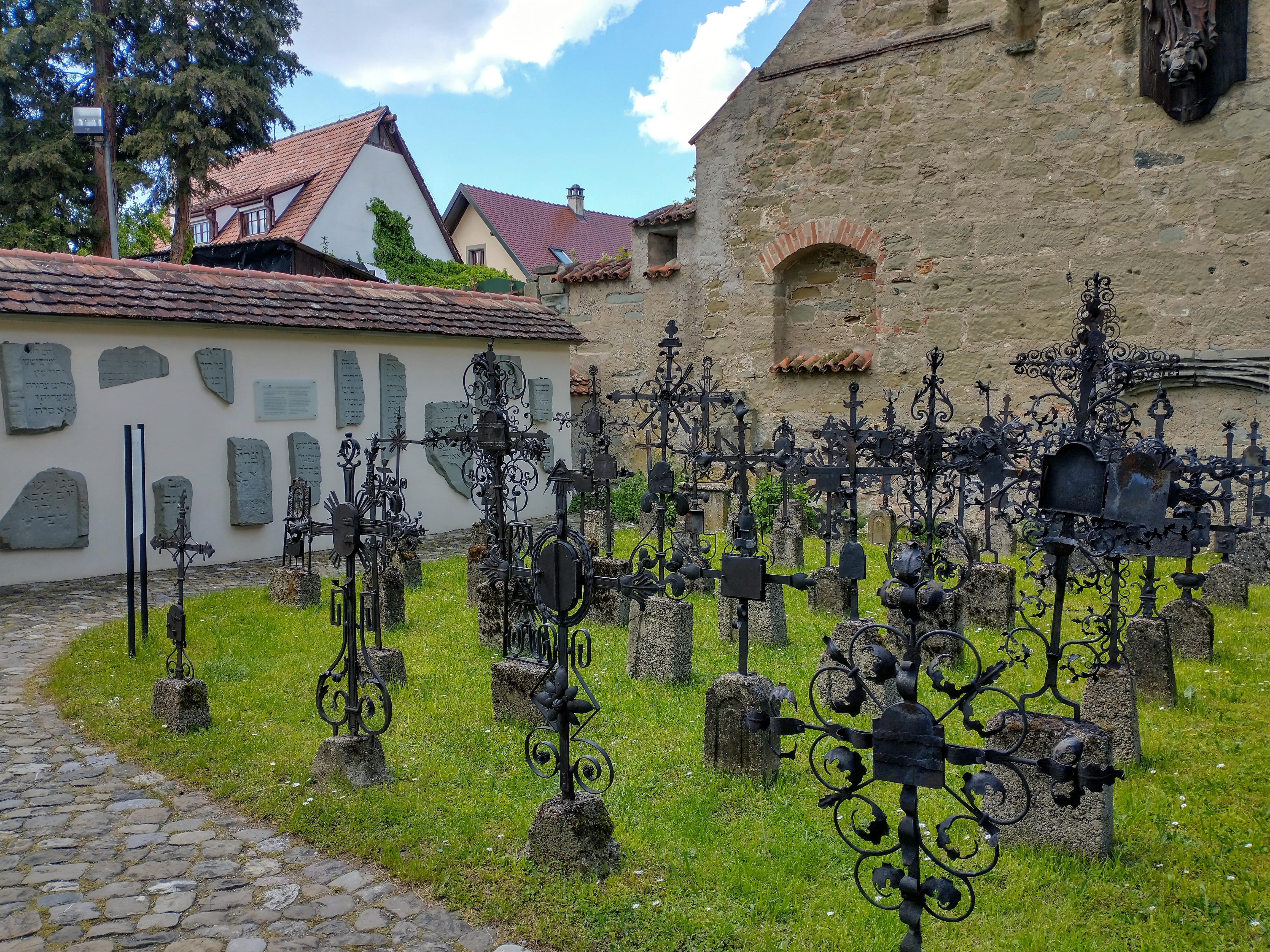
Nachbildung eines katholischen Gräberfelds mit schmiedeeisernen Grabkreuzen in der Nordecke der Gartenterrasse; an der Wand im Hintergrund Bruchstücke von 15 örtlichen jüdischen Grabsteinen (Mazewa) aus dem 13. und 14. Jahrhundert

Seit 1871 wurden die städtischen Sammlungen als „Kulturhistorisches Naturalien-Kabinett“ im ehemaligen Zeughaus am See der Öffentlichkeit präsentiert. Sie bestanden anfänglich hauptsächlich aus Resten der von Stadtpfarrer Franz Sales Wocheler gestifteten Sammlung, historischen Alltagsgegenständen, Überlinger Kulturgut und verschiedenen Kunstgegenständen. Ab 1886 war das Kabinett zusammen mit der Leopold-Sophien-Bibliothek im Steinhaus an der Franziskanerstraße untergebracht. Da das Steinhaus zu klein für die umfangreichen Sammlungen war und viele Gegenstände in Kisten gelagert werden mussten, trieb man den Bau oder zumindest die Herrichtung eines städtischen Sammlungsgebäudes voran. Als beispielhaft galt die Leistung der Stadt Konstanz, die dort 1870 das ehemalige Zunfthaus „Zum Rosgarten“  als Museum umbaute. Keines der damals im Überlinger Besitz befindlichen Gebäude schien jedoch als geeignet, bis der Besitzer des einstigen Reichlin-von-Meldegg-Patrizierhauses sein baufälliges Gebäude der Stadt zum Kauf anbot.

### Geschichte seit 1908
Die Stadt erwarb das, bereits damals als bedeutendes Überlinger Baudenkmal geltende und als Brauerei genutzte Gebäude im November 1908 für 85.000 Mark. Da eine für 1911 geplante Eröffnung durch den sehr schlechten Zustand des Anwesens nicht möglich war, folgten bis zum Jahr 1913 die dringend notwendigen Sanierungs-, Restaurierungsarbeiten am und im Gebäude, bei denen mit Unterstützung der staatlichen Denkmalpflege die Erhaltung der historischen Bauelemente oberste Priorität hatte.
Die Kosten der Bauarbeiten, die u. a. die Abbrüche des westlich angrenzenden Ökonomiegebäudes, der Garten- und Kegelbahn samt Trinkhalle, den Neuaufbau der alten Durchfahrt, die Wiederherstellung der barocken Stuckdecken und der Freilegung alter Bausubstanz beinhalteten, beliefen sich auf rund 106.000 Mark.
Um den Charakter des geplanten Heimatmuseum zu bekräftigen, rief der Überlinger Gemeinderat die Bevölkerung zur Spende oder Leihe alter Gegenstände auf. Viele Objekte kamen zusammen, selbst ein Nachfahre der Reichlin von Meldegg aus Hannover beteiligte sich. Durch Kunsthistoriker Max Wingenroth und Restaurator Victor Mezger entstand ein detailliertes Raumprogramm, das die Sammlungen ordnete und jedem der insgesamt 30 Ausstellungsräume einen Namen gab (u. a. Altjungfernstübchen, Badisches Zimmer, Bildhauerzimmer, Jägerstübchen, Reichlin-Von-Meldegg-Zimmer, Pfahlbautensaal) und mit den jeweiligen Gegenständen ausgestattet war. Auch der Garten wurde in dieses Programm einbezogen und gestaltet.
Am 3. Mai 1913 wurden schließlich die „Städtischen Sammlungen im Reichlin von Meldegghaus“ eröffnet. In den kommenden Jahrzehnten konnten die städtischen Sammlungen zahlreiche weitere Stadt- und Kunstgegenstände, teilweise durch Schenkungen oder Kauf, hinzugewinnen. Darunter befinden sich altägyptische Tonstatuetten, spätbarocke Krippen,  Gemälde und Aquarelle, eine Militärgewehrsammlung sowie ein ausgestopfter alaskanischer Elchkopf mit kolossalem Geweih, der heute noch in der Eingangshalle hängt.
Ein Brand im Dezember 1936 zerstörte das wenige Jahre zuvor eingerichtete Menzinger-Zimmer gänzlich und beschädigte weite Teile des zweiten Obergeschosses. Nach Beseitigung der Brandschäden konnte das Museum zwei Jahre später wiedereröffnet werden, ehe im Zweiten Weltkrieg die kostbarsten Exponate evakuiert wurden. Gegen Ende des Krieges, beim Einmarsch der französischen Truppen am 25. April 1945, wurden drei Nachbargebäude des Museums in Brand geschossen, nachdem einige deutsche Soldaten die französischen Panzer von der Rosenobelschanze aus – gegenüber dem Museum – beschossen hatten. Der Westflügel des Reichlin-von-Meldegg-Hauses wurde beim Brand der angrenzenden Häuser erheblich beschädigt.

### Nachkriegsausstellung 1945
Bereits im Herbst des Jahres 1945 fand unter der Leitung von Walter Kaesbach und Werner Gothein eine überregional bedeutende Nachkriegsausstellung, der in der vergangenen Zeit des Nationalsozialismus verachteten modernen Kunst mit dem Titel Deutsche Kunst unserer Zeit statt. Die meisten der 156 ausgestellten Exponate stammten aus den Ateliers von in der Bodenseeregion lebenden Künstlern, darunter Max Ackermann, Willi Baumeister, Julius Bissier und Erich Heckel. Die Konzeption von zukünftig stattfindenden Sonderausstellungen in den unmittelbar folgenden Jahren wurde trotz des großen Erfolgs der Nachkriegsausstellung nicht weiter verfolgt. Eine geplante, privat organisierte Ausstellung französischer Impressionisten scheiterte aber am Widerstand der damaligen Museumsleitung, vor allem an dem des damaligen Kurators Emil Stadelhofer.

### Neuordnung 1947/48
Mit dem Ziel, eine sinnvolle und chronologische Ordnung zu schaffen, wurde das Museum 1947/48 durch den zwischenzeitlich in Überlingen lebenden Heidelberger Kunsthistoriker Georg Poensgen einer umfassende Neuordnung unterzogen. Die erste Sonderausstellung nach dieser Ordnung fand bereits im Jahr 1948 statt. Sie war durch eine konservativ geprägte Überlinger Künstlergruppe organisiert und zeigte entsprechende Werke. Von nun an folgten immer wieder, in jüngerer Zeit jährlich wechselnd, Sonderausstellungen zu verschiedenen Themen.
Eine Auswahl von vergangenen Sonderausstellungen:
- Joseph Anton Feuchtmayer, 1951
- Der Bodensee in Wort und Bild, 1952
- 1200 Jahre Überlingen, 1970
- Henry Moore. Graphik 1931–74, 1974
- Otto Dix. Landschaften, 1984
- Johann Sebastian Dirr (1766–1830), 1987
- Theologie und Theologen aus der Bodenseeregion in Handschriften und Drucken, 1999
- Herbert von Karajan – Siegfried Lauterwasser, 2008
- Romantische Entdeckungen. Robert und Clara Schumann, 2010
- Das Geheimnis der Heidenhöhlen, 2012
- Mystik am Bodensee vom Mittelalter bis zur Moderne, 2015
- 1914–1918 – Von beiden Seiten: Kriegserfahrungen in der Touraine und am nördlichen Bodensee, 2016

## Dauerausstellungen
Die Dauerausstellung befindet sich in dreißig Räumen des Reichlin-Von-Meldegg-Hauses. Wie bereits bei der Eröffnung des Museums 1913 hat jeder Raum einen Namen der sich auf die dort befindlichen Objekte und Einrichtungsgegenstände bezieht (u. a. Badisches Zimmer, Bauernküche, Bauernschlafstube, Biedermeierzimmer, Gotisches Zimmer, Patrizierzimmer, Votivbildzimmer, Webstuhlzimmer)
- Im Stadtgeschichtlichen Saal befinden sich mit Aquarellen, Ölgemälden, Plastiken, Stichen, Urkunden, Skulpturen, und weiteren Gegenständen, zahlreiche Objekte aus der Überlinger Geschichte vom Mittelalter bis zum 19. Jahrhundert.
- Das Gestirnbilderzimmer zeigt u. a. vier Gestirnbilder aus dem 17. Jahrhundert, Elfenbeinschnitzereien sowie altertümliche Gegenstände aus der Naturwissenschaft und Medizin. Darunter befinden sich Herbarien des Überlinger Lateinschulmeisters und Botanikers Hieronymus Harder, die zu den frühesten ihrer Art zählen.
- Im Reichlin-Von-Meldegg-Zimmer sind das Oratorium zur Luzienkapelle sowie Porträts vom 18. bis zum 20. Jahrhundert einiger Mitglieder der einstigen Patrizierfamilie zu sehen.
- Im Kunstgewerbezimmer wird verschiedenes Kunstgewerbe ausgestellt, darunter Arbeiten von Anton Sohn.
- Der Kleine Barocksaal zeigt kostbare Skulpturen und Plastiken aus der Zeit des Barock und Rokoko, u. a. Werke von Joseph Anton Feuchtmayer, Johann Georg Dirr und Johann Georg Wieland. Außerdem beinhaltet der Raum das einzig erhaltene Deckengemälde der barocken Stuckdecken im Haus.
- Im dritten Stockwerk befindet sich eine Brauchtumsabteilung mit Darstellungen des Schwerttanzes, der alten Überlinger Tracht mit Radhaube, des Hänseles und des Viererbundes. Angrenzend an diese Abteilung ist eine große Puppenstubensammlung eingerichtet.

Seit einer Sanierung und Umgestaltung 2013 werden zusätzlich zur bisherigen Dauerausstellung ferner gezeigt: eine Wunderkammer mit Raritäten aus dem Abend- und Morgenland, der Raum Überlingen, Stadt am See mit Objekten aus 6000 Jahren Kunstgeschichte im Erdgeschoss sowie die Waffenkammer im Obergeschoss der Luzienkapelle.

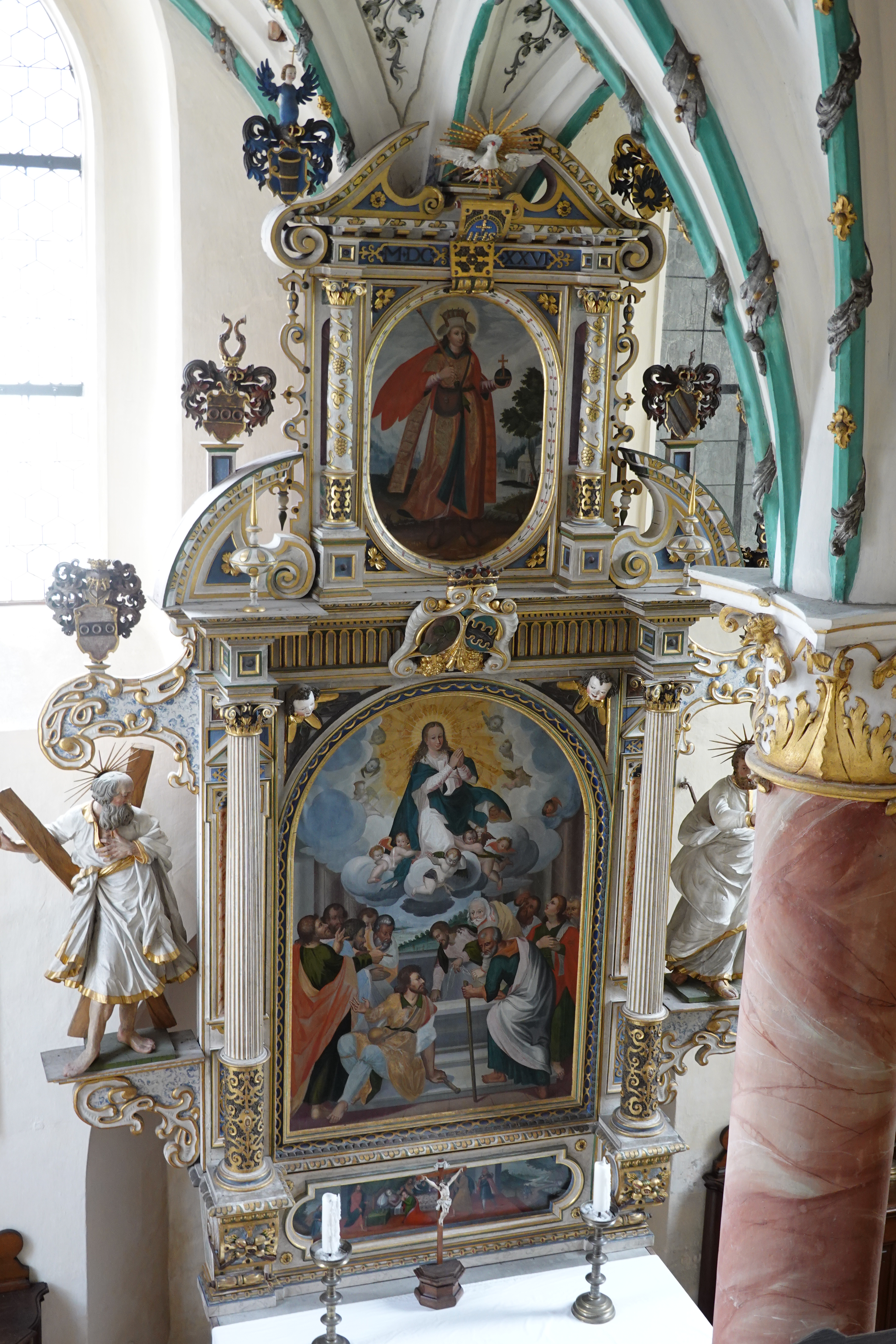
Barocker Altar der Luzienkapelle
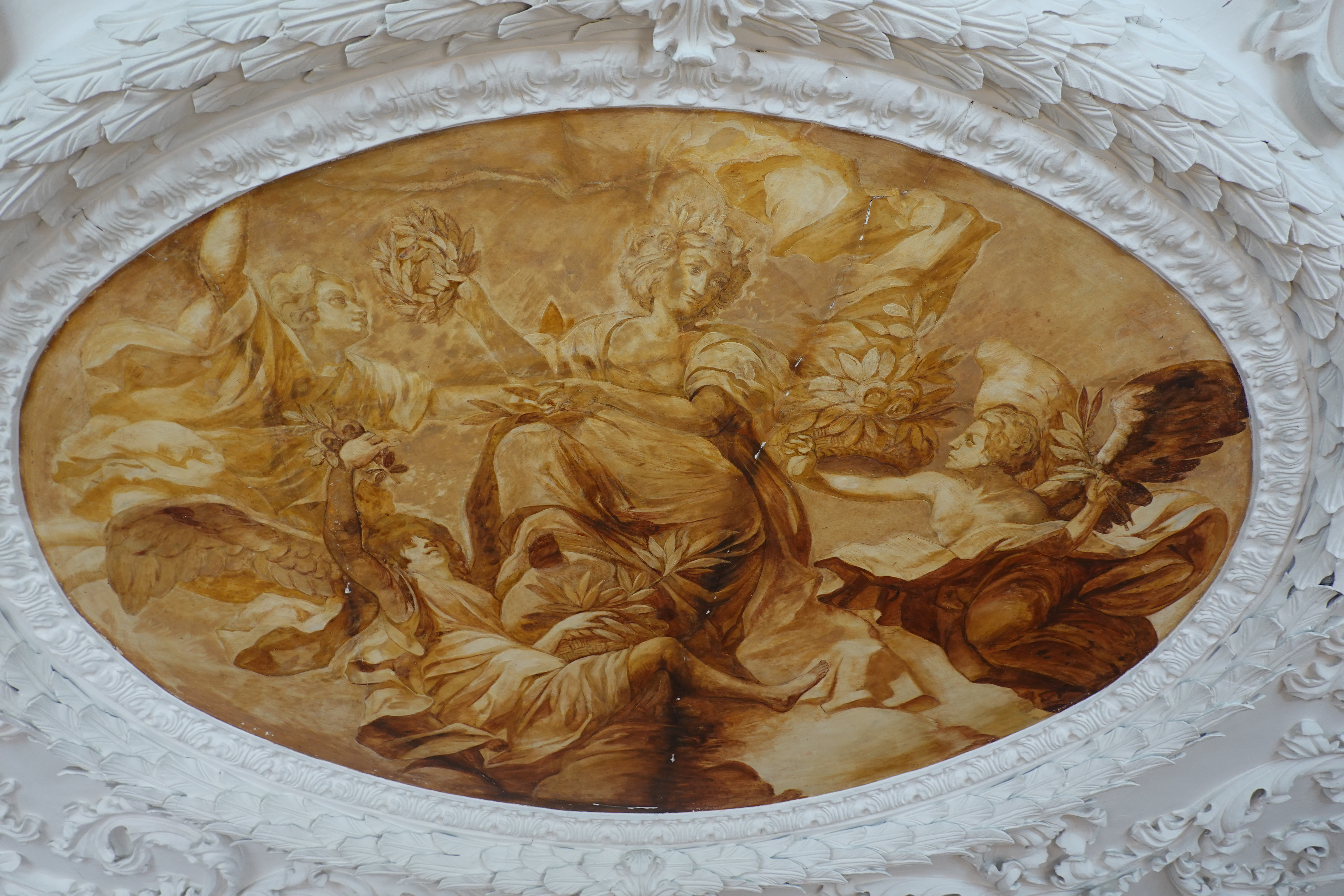
Detail der erhaltenen Stuckdecke im Kleinen Barocksaal
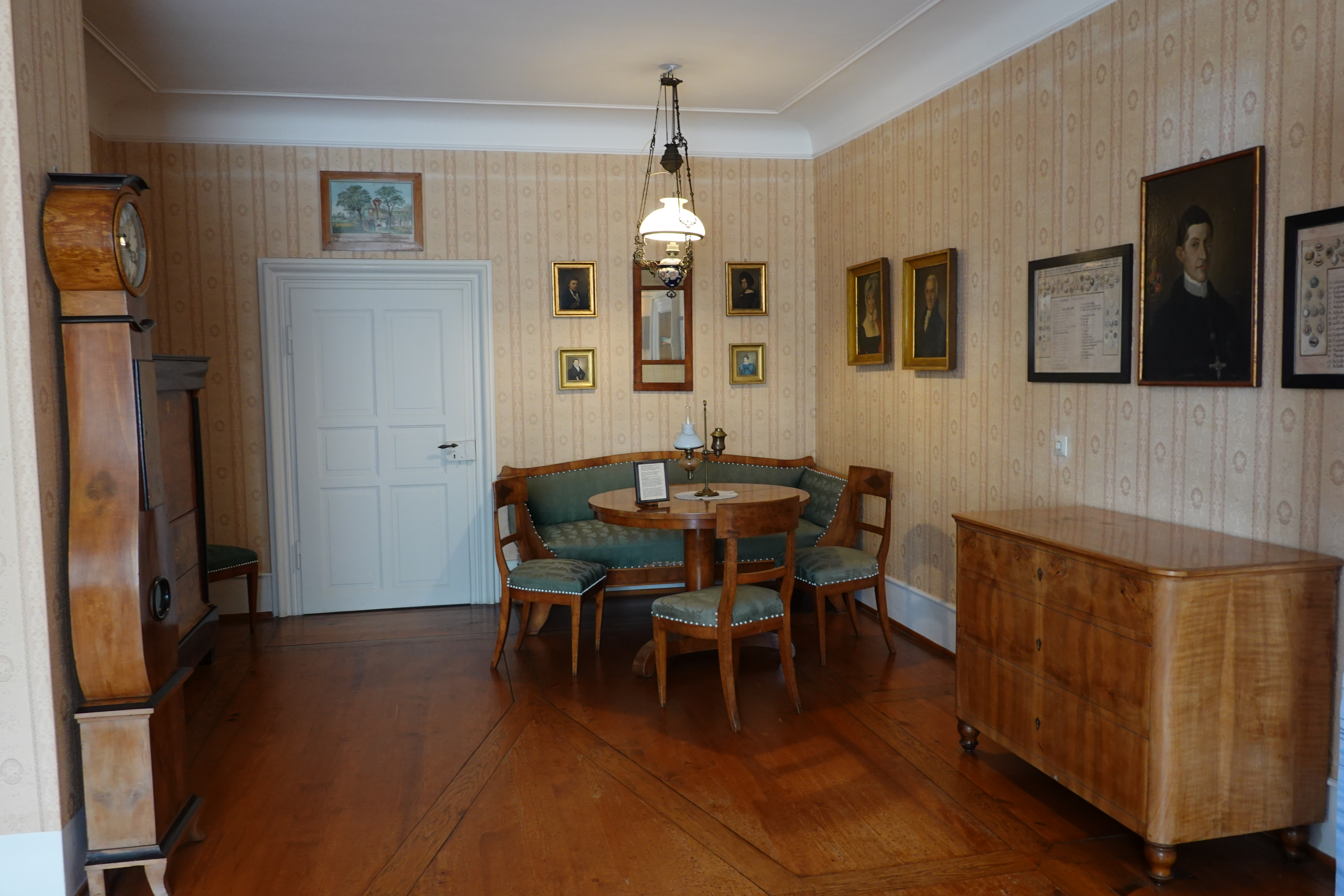
Biedermeierzimmer
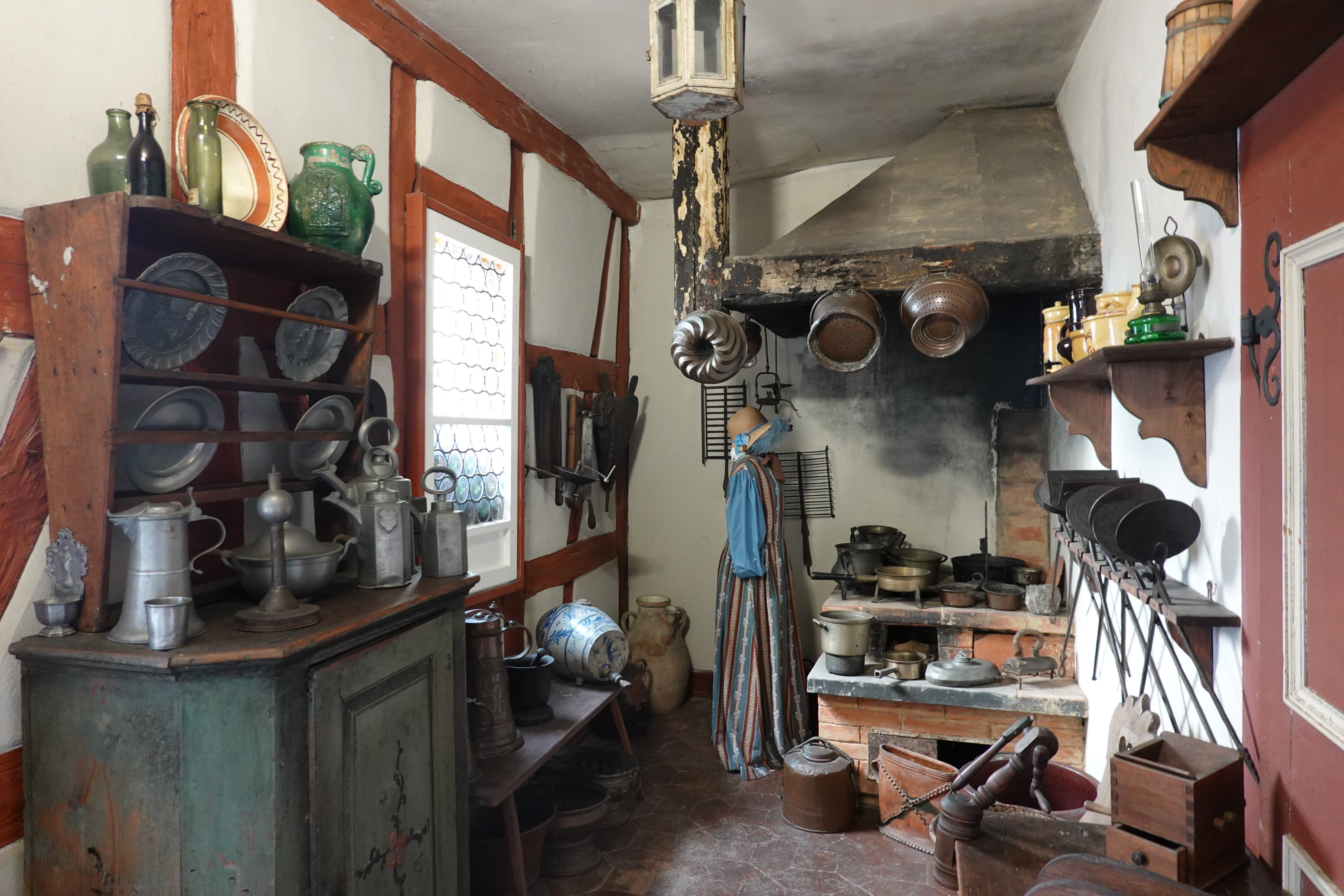
Bauernküche
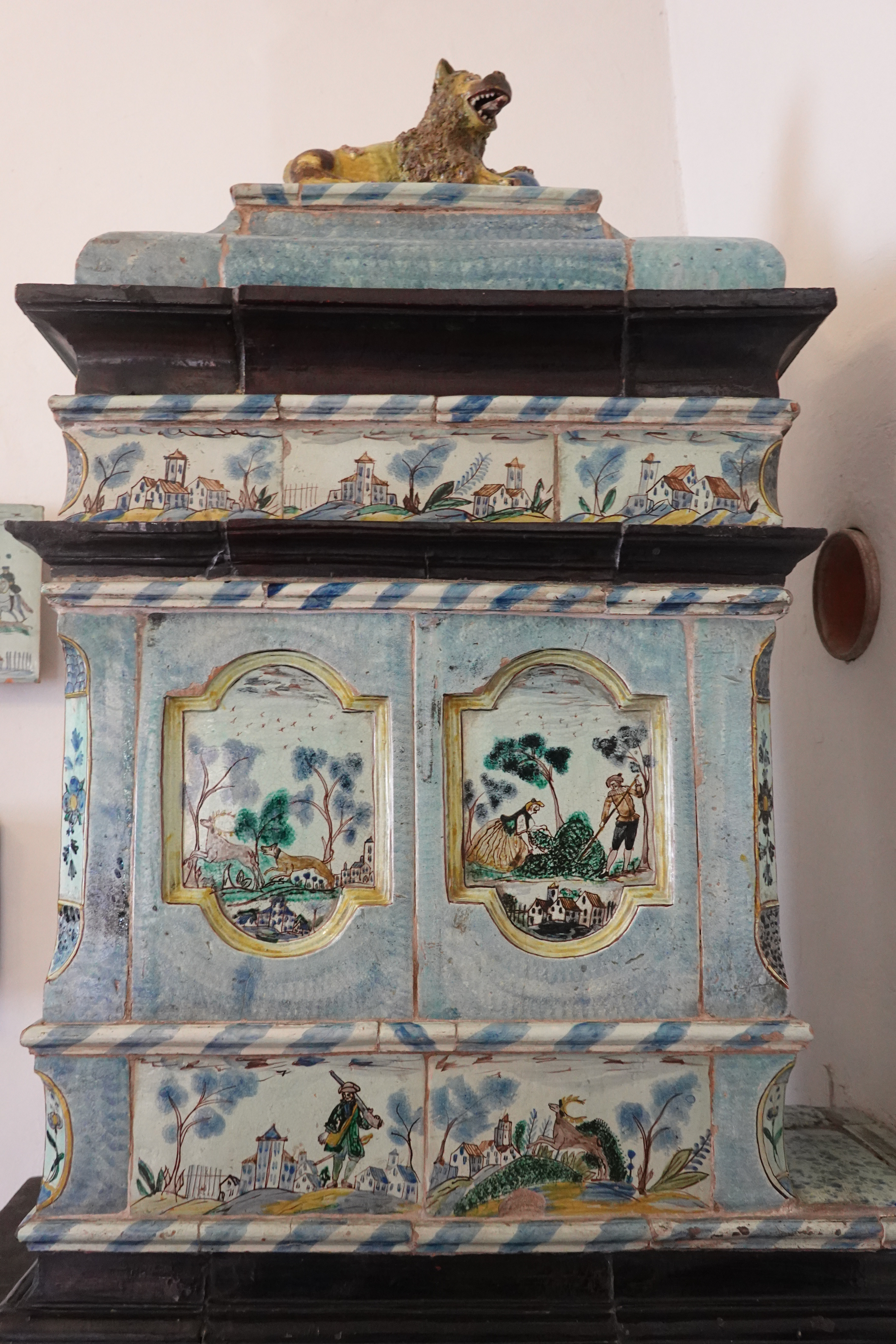
Historischer Kachelofen
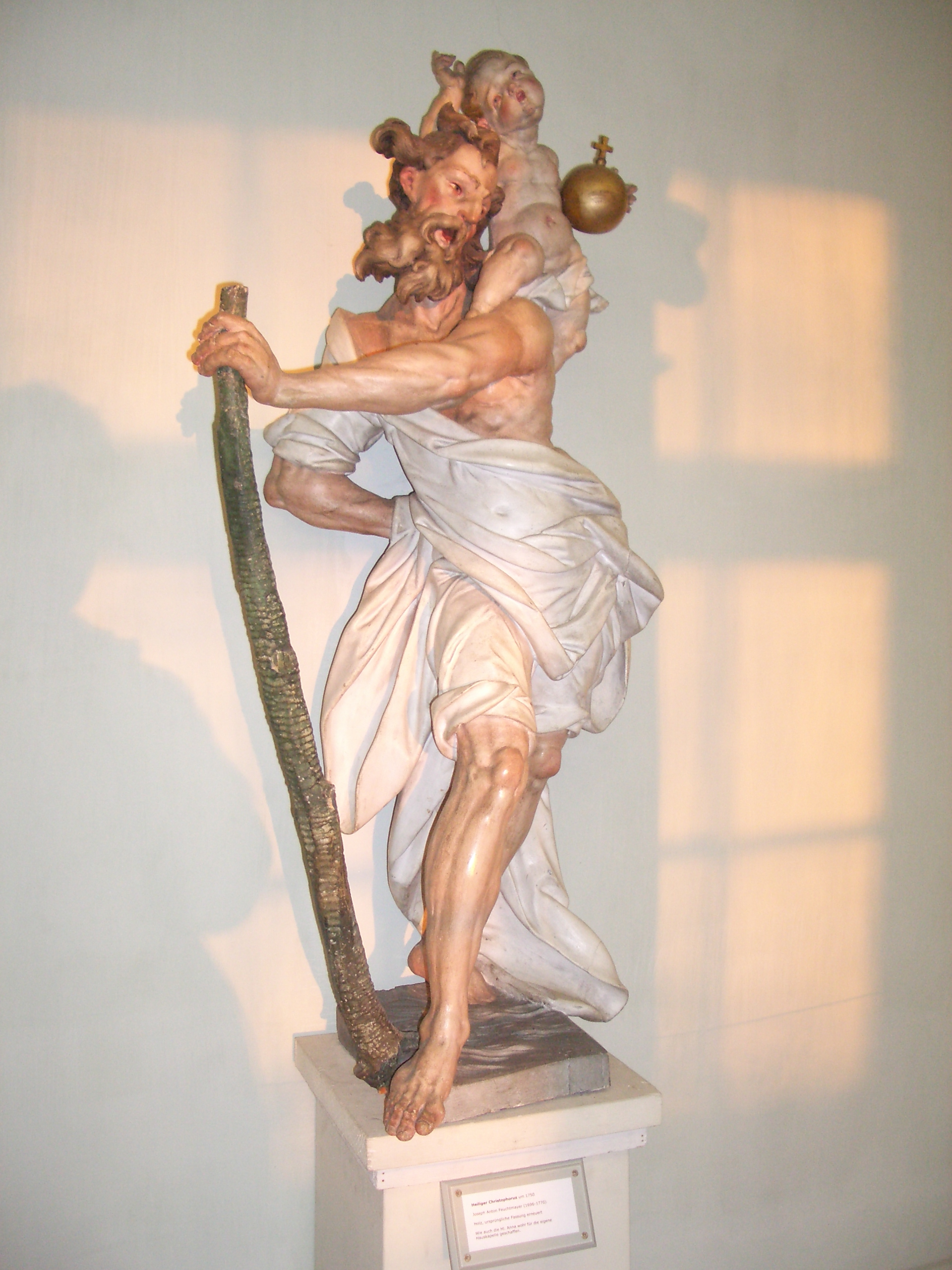
Christopherus-Plastik von J. A. Feuchtmayer
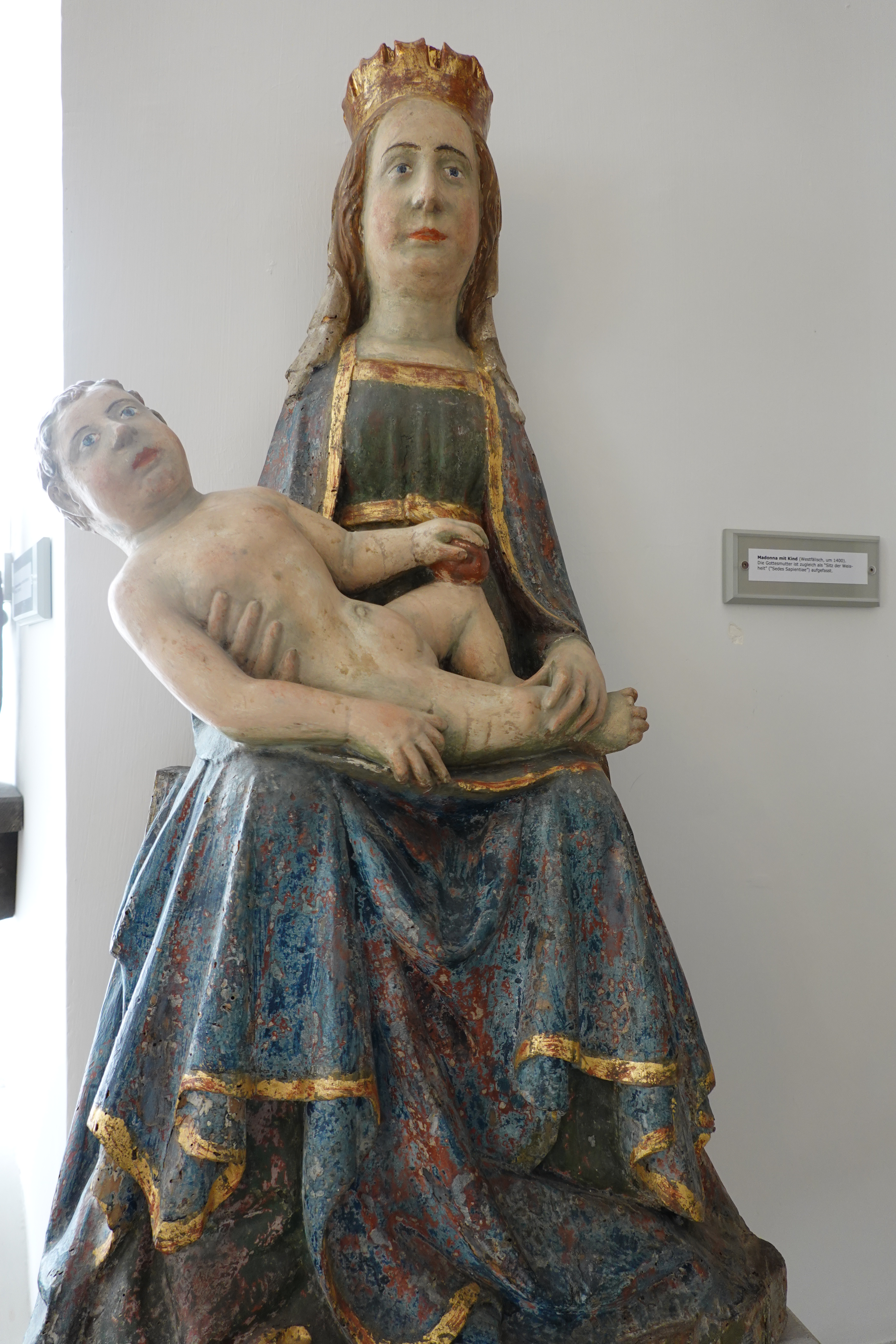
Madonna mit Kind-Plastik, um 1400